# اوتانا
اوتانا (به ایتالیایی: Ottana) یک کومونه در ایتالیا است که در استان نیورو واقع شده‌است.

## خصوصیات
اوتانا ۴۵٫۲ کیلومترمربع مساحت و ۲٬۴۳۱ نفر جمعیت دارد و ۱۸۵ متر بالاتر از سطح دریا واقع شده‌است.